# Dilšod Nazarov
Dilšod Nazarov (Dušanbe, 6. svibnja 1982. – ) je tadžikistanski atletičar specijaliziran za bacanje kladiva, osvajač srebra na Svjetskom prvenstvu u atletici 2015. i trostruki prvak Azijskih igara. Za Tadžikistan je tri puta nastupio na Olimpijskim igrama, a na Kupu kontinenata u Splitu 2010. osvojio je srebro predstavljajući Aziju.
Svoj osobni rekord (80,71 m) bacio je 2013. godine.

## Osobni život
Trenutno živi u glavnom gradu Tadžikistana Dušanbeu, gdje obnaša dužnost predsjednika Tadžikistanskog atletskog saveza.

## Vanjske poveznice
- Atletski profil na iaaf.org